# Верхнеясиновский
Верхнеясиновский — хутор в Каменском районе Ростовской области.
Входит в состав Богдановского сельского поселения.

## Население
| 2010 |
| ---- |
| 346  |

## Улицы
| - ул. Вишневая, - ул. Восточная, - пер. Горный, - ул. Карьерная, | - ул. Космонавтов, - ул. Лермонтова, - ул. Мира, - ул. Молодёжная, | - ул. Пушкина, - ул. Терешковой, - пер. Тихий, - ул. Центральная. |